# Sixteen (gruppo musicale)
I Sixteen (conosciuti dal 1998 come Seventeen e dal 2000 come Sixteen-Seventeen) sono un gruppo musicale polacco formato nel 1997.
Hanno rappresentato la Polonia all'Eurovision Song Contest 1998 con il brano To takie proste.

## Carriera
I Sixteen hanno esordito a giugno 1997 con il singolo Spadające myśli, che ha anticipato il loro primo album Lawa, uscito nel successivo ottobre. Il disco è stato certificato disco di platino dalla Związek Producentów Audio-Video per aver venduto più di 100 000 copie a livello nazionale.
L'emittente televisiva pubblica polacca TVP li ha selezionati internamente per rappresentare il loro paese all'Eurovision Song Contest 1998 con il brano To takie proste. All'evento, che si è tenuto il 9 maggio 1998 a Birmingham, si sono classificati al 17º posto su 25 partecipanti con 19 punti totalizzati.
Dopo la scomparsa del chitarrista Jarosław Pruszkowski il 17 giugno 1998, la cantante Renata Dąbkowska ha lasciato il gruppo per intraprendere la sua carriera da solista e il gruppo è rimasto in attività con il nome Seventeen e con Grzegorz Kloc come nuovo cantante e chitarrista. Hanno pubblicato il loro secondo album, Szalona, nel 1999. Il gruppo si è ribattezzato in Sixteen-Seventeen per l'uscita del loro terzo album nel 2001, Chłopak i dziewczyna, ma non hanno ottenuto il successo commerciale sperato, riuscendo a vendere solo 4 000 copie.
Nel 2004 è uscito Ulica i ty, quello che avrebbe dovuto essere il singolo apripista per il quarto album del gruppo, che però si è sciolto pochi mesi dopo. I Sixteen sono tornati in attività a partire dal 2010, pubblicando nuovi singoli nel corso del decennio successivo.

## Formazione
- Janusz Witaszek - basso
- Tomasz Stryczniewicz - batteria
- Mirosław Hoduń - tastiere
- Grzegorz Kloc - voce, chitarra
- Olga Pruszkowska - violino, coro

### Byli członkowie
- Jarosław Pruszkowski - chitarra
- Renata Dąbkowska - canto

## Discografia

### Album
- 1997 - Lawa
- 1999 - Szalona (come Seventeen)
- 2001 - Chłopak i dziewczyna (come Sixteen-Seventeen)

### Singoli
- 1997 - Spadające myśli
- 1997 - Twoja lawa
- 1998 - Obudź we mnie Wenus
- 1998 - To takie proste
- 1998 - Boskie lato
- 1998 - Niezwyczajna miłość
- 1998 - Co mi dasz
- 1999 - Daj słowo
- 1999 - Piękna i wulkan
- 1999 - Obsesja
- 2000 - Kochaj... bo
- 2000 - Z...akochałam się w Tobie
- 2001 - Pałałam do Ciebie
- 2001 - Obudź we mnie Wenus 2001
- 2004 - Ulica i ty
- 2010 - Małe zło
- 2012 - 2 światy
- 2013 - Nie wyprzedzaj (to ja)
- 2013 - Moja i twoja piosenka